# P-120
P-120“孔雀石”（俄語：П-120 «Малахит»；北約代號：SS-N-9 Siren；GRAU编号：4K85）是一款蘇聯反艦飛彈，通常由轻型护卫舰和潜艇使用。该導彈于1972年推出，目前仍在服役，但已逐步被P-270蚊子导弹取代。

## 備注
1. ↑  意為“塞壬”